# Hypena evamariae
Hypena evamariae là một loài bướm đêm trong họ Erebidae.